# David Brückner

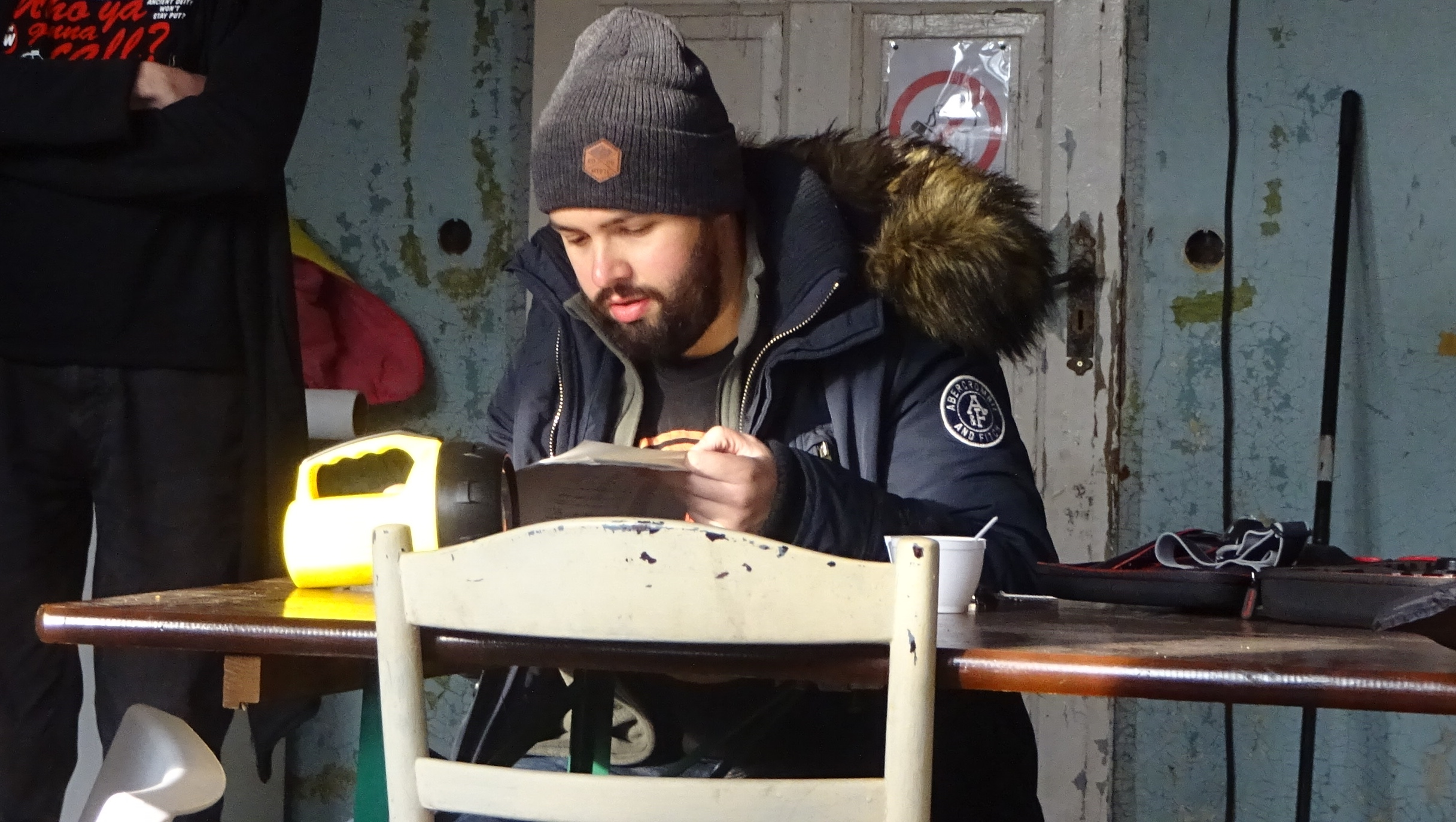
David Brückner am Drehort von Paranormal Demons, November 2016

David Brückner (* 20. Januar 1988, in Meerane) ist ein deutscher Filmregisseur, Filmeditor, Kameramann, Schauspieler und Produzent aus dem Bereich des Independentfilms.

## Karriere
David Brückner wurde durch die Veröffentlichung des Action-Horrorfilms Dead Survivors seiner Produktionsfirma Ghost Pictures, gegründet 2003, und vieler kleiner Kurzfilmparodien, die er auf seinem YouTube-Kanal veröffentlichte, bekannt.
Neben seiner Tätigkeit bei der von ihm 2010 gegründeten Firma „Cine Motion“, bei der er als Hochzeitsfilmer in Erscheinung trat, stemmte er einige Kurzfilm-Projekte und arbeitete drei Jahre lang an seinem ersten Langfilm, der später unter dem Titel Dead Survivors deutschlandweit auf DVD veröffentlicht wurde. Seine Zusammenarbeit mit Jens Nier, Iron Wolf, ist unter dem Titel Iron Werewolf am 11. Oktober 2016 bei Eurovideo als Bluray erschienen. Auf DVD war der Film bereits seit 2014 in Irland, Japan und England erhältlich. Auf der großen Leinwand wurde der Film als deutsche Ur-Aufführung bei dem erstmals stattfindenden „Obscura Filmfest“ von David Ghane gezeigt, welches am 15. Oktober 2016 in Berlin stattgefunden hat.
Anfang 2015 arbeitete er für Endemol Beyond Deutschland, einer Internetplattform für Filmschaffende. Für die Sendung ShortCuts mit Moderator Nilz Bokelberg war er als Redakteur, Schauspieler und Editor tätig.
Von November 2015 bis Juli 2018 war er beim Ufa Lab Berlin aktiv. Dabei war er hauptsächlich im Bereich der Kamera, des Schnitt und der Schauspielerei tätig.
Von August 2018 bis Februar 2019 war er für Ströer Media tätig. Ab März 2019 war er mehrere Monate für die FDP in Berlin als Videoproduzent tätig.
Sein dritter Spielfilm ist ein Crowdfunding-Horrorfilm, den er auch mitproduziert, und der den Titel „Paranormal Demons“ trägt. Seit 2014 arbeitete Brückner an diesem Projekt, welches eine Mischung aus Paranormal Activity und Freitag der 13. darstellt. Die Dreharbeiten fanden im November und Dezember 2016 u. a. in Oranienburg und Berlin statt. Die Teaser-Premiere von Paranormal Demons fand auf dem zweiten Obscura Filmfest am 4. März 2017 in Berlin statt. Die Welturaufführung fand am 28. März 2018 im „Moviemento“ in Berlin statt.
Für das am 21. Februar 2017 veröffentlichte Tokio-Hotel-Video What If war Brückner als Kameramann (B-Roll) im Einsatz. Regie führte Barış Aydınlı.
Der Dreh von Brückners viertem Langfilm „Rapunzels Fluch“ fand im Herbst 2019 in Glauchau statt. Der Cast besteht u. a. aus Davis Schulz. Eine Veröffentlichung auf DVD und Blu-ray fand am 7. August 2020 deutschlandweit statt. Am gleichen Tag wurde die erste òffentliche Premiere im Autokino Langenhessen in Anwesenheit des Regisseurs durchgeführt. Grund für diese Art von Filmvorführung war die Coronapandemie.
Ab März 2020 bis Oktober 2021 arbeitete er für die Marketingagentur „cormes“.
Ende 2020 starteten die Dreharbeiten für seinen fünften Film, Der Wolf, wovon viele Szenen im Stadttheater in Glauchau und auf dem UCI Kino Mercedes Platz in Berlin gedreht wurden. Der Schnitt erfolgte im Frühjahr 2021, die Erstaufführung in Berlin am 24. Oktober 2021. Eine Veröffentlichung auf diversen Medien und Plattformen fand im Frühjahr 2022 statt.
Ab dem 1. November 2021 war Brueckner bei der UFA für den Bereich Social Media zuständig. Seit Dezember 2022 ist er als Video Producer bei Verivox tätig.
Im Juni 2022 begannen die Dreharbeiten für den zweiten Teil von „Rapunzels Fluch“, für die Brückner erneut in Glauchau inszeniert hat. Im August wurden Teile des Finales in Berlin gedreht. Den Schnitt übernimmt Erik Rülicke. Der Film erschien am 13. Oktober 2023 als DVD und Blu-Ray.
2024 sammelte er für die
Anthologie German Horror Story verschiedene Kurzfilme diverser Independentfilmer. Eine erste offizielle Auswertung folgt im Mai 2025 auf dem „Weekend of Fear“. Der anschließende Vertrieb wird durch UCM.ONE stattfinden.

## Privat
Seine Kindheit und Jugendzeit verbrachte Brückner in der Kreisstadt Glauchau. Von 2013 bis 2023 lebte er mit seiner Ehefrau und Kind in Berlin. Seit Juli 2023 ist sein neuer Wohnort in Leipzig.

## Filmografie (Auswahl)

### Spielfilme (Regie)
- 2010: Dead Survivors (Alternativtitel: Hazard)
- 2012: Iron Wolf (Alternativtitel: Werewolf Terror; Iron Werewolf)
- 2018: Paranormal Demons
- 2020: Rapunzels Fluch
- 2021: Der Wolf
- 2023: Rapunzels Fluch 2
- 2025: German Horror Story

### Kurzfilme (Regie)
- 2008: A Very Bad Experience
- 2008: Glauchau sehen und sterben
- 2008: Lonely Lovers
- 2009: Undesired
- 2010: Time Crisis
- 2010: Jogging K.I.
- 2010: Smoking Kills – Rauchen tötet
- 2011: Der Fahrgast
- 2012: 500 Days later
- 2014: Slashing Love
- 2014: Slender Man
- 2017: ALP
- 2023: Silent Monitor

### Als Schauspieler und Statist
- 2010: Rico, Oscar und die Tieferschatten (Regie: Neele Vollmar)
- 2012: Reichsgründung / Die nervöse Grossmacht (Regie: Bernd Fischerauer)
- 2013: Nacht über Berlin (Regie: Friedemann Fromm)
- 2013: Binny und der Geist, Episode 1 (Regie: Sven Bohse)
- 2014: German Angst (Regie: Jörg Buttgereit; Andreas Marschall; Michal Kosakowski)
- 2015: Hitman: Agent 47 (Regie: Aleksander Bach)
- 2015: Big Business: Außer Spesen nichts gewesen (Regie: Ken Scott)
- 2016: Heldt (Folge: Die Kakerlake) (Regie: Heinz Dietz)
- 2016: RetroGarde (Regie: Alican Kuzu)
- 2016: Nature (Regie: Timo Rose)
- 2016: Seitenwechsel (Regie: Vivian Naefe)
- 2016: Ku’damm 56 (Regie: Annette Hess)
- 2017: Babylon Berlin (Regie: Henk Handloegten, Tom Tykwer und Achim von Borries)
- 2017: Counterpart (Regie: Justin Marks)
- 2018: Hot Dog (Regie: Torsten Künstler)
- 2018: Deutschland 86
- 2019: 8 Tage
- 2019: Deathcember
- 2020: Die Drei von der Müllabfuhr
- 2020: Sløborn
- 2020: Trashmann – Infiziert
- 2020: Die Känguru-Chroniken

## Auszeichnungen und Nominierungen
- 2008: Gewinner, Game Star Experience Award – Bester Film, 1. Platz für A Very Bad Experience
- 2008: Gewinner: Camgaroo Award – Bester Film, 1. Platz für Glauchau sehen… und sterben?
- 2009: Gewinner: Camgaroo Award – Bester Film, 3. Platz für Dead Survivors (HAZARD)-Trailer
- 2009: Gewinner: Digitalkamera Video Award – Bester Film, 3. Platz für Glauchau sehen… und sterben?
- 2010: Nominiert: Clipcontest “Abgedreht” Stadtwerke Chemnitz – Jogging K.I.
- 2010: Gewinner: Visionale Leipzig – Bester Film, 1. Platz für Jogging K.I.
- 2010: Gewinner: Fright Nights Award – Bester Spielfilm, 1. Platz für Dead Survivors
- 2011: Gewinner: Camgaroo Award – Bester Spielfilm, 1. Platz für Dead Survivors
- 2012: Nominiert: Camgaroo Award | Mystery – LIMBUS Pay for your Sins
- 2013: Nominiert: 99Fire-Films-Award TOP 99 – Du bist ein Gewinner
- 2013: Nominiert: Spiesser.de DB Saxonia-Express – Unsere Liebe nach Fahrplan
- 2013: Nominiert: Camgaroo Award | Emotion – Du bist ein Gewinner
- 2014: Nominiert: Kurzsuechtig | Fiktion – Du bist ein Gewinner, Limbus, Slender Man, Unsere Liebe nach Fahrplan
- 2014: Nominiert: Creepy Clips Contest | Virus Magazin – Slashing Love
- 2016: Gewinner: UFA Creation Day
- 2016: Gewinner: #NichtEgal | 7. Platz YouTube | Schau mal vorbei – das 360° Erlebnis in fremden Wohnzimmern – Drehbuch
- 2016: Nominiert: Camgaroo Award – Deine Geschichte | 8 Menschen – 8 Geschichten
- 2016: Gewinner: BILD Place To B Influencer Award Janina Uhse – Janina and Food | UFA Lab
- 2016: Nominiert: Obscura Filmfestival 2016 | IRON WEREWOLF
- 2017: Nominiert: My RØDE Reel 2017 | ALP
- 2017: Gewinner: Horrorfilmdarsteller 2017 | 4. Platz für Olivia Dean | ALP
- 2017: Gewinner: Caribbean Film Festival and Market 2017 | Semi-Finalist | ALP
- 2017: Nominiert: Hackney Attic Film Festival | ALP
- 2017: Nominiert: 15 Second Horror Film Challenge | ALP
- 2017: Nominiert: Fargo Fantastic Filmfestival 2017 | ALP
- 2017: Nominiert: Cambodia Horrific Film Festival | ALP
- 2017: Nominiert: Fake Flesh Film Fest | ALP
- 2017: Nominiert: Camgaro Award 2017 | ALP